# Якоб Нільсен
Якоб Нільсен (англ. Jakob Nielsen;* 5 жовтня 1957, Копенгаген, Данія) — один з провідних консультантів по вебюзабіліті, доктор наук наукового напрямку людино-комп'ютерної взаємодії Технічного університету Данії в Копенгагені, засновник компанії Nielsen Norman Group. Нільсена називають королем юзабіліті, гуру юзабіліті вебсторінок, новим піонером медіа.

## Середовище
Нільсен є членом таких організацій, як Bellcore (зараз Telcordia Technologies), Технічний університет Данії, Інститут користувацьких інтерфейсів IBM дослідницького центру Томаса Ватсона (IBM User Interface Institute at the Thomas J. Watson Research Center).

## Кар'єра

### Sun Microsystems
З 1994 по 1998 рік Нільсен займав посаду провідного інженера (англ. Distinguished Engineer) в Sun Microsystems, де займався покращенням юзабіліті складних корпоративних програм. Значну частину свого часу проводив над визначенням нової області вебюзабіліті, працював над створенням сайту Sun Microsystems та юзабіліті інтранету SunWeb.

### Поточна діяльність
Якоб Нільсен є членом редколегії видавництва Morgan Kaufmann Publishers, час від часу пише статті про юзабіліті, вебдизайн, опублікував декілька книг на тему вебдизайну. Після того, як публікації на його сайті про дослідження юзабіліті привернули увагу засобів масової інформації, заснував консалтингову юзабіліті-компанію Nielsen Norman Group з іншим експертом з юзабіліті Дональдом Норманом.

## Внесок
Засновник дисконтної юзабіліті-інженерії (англ. Discount Usability Engineering) — рішення для швидких і дешевих покращень користувацького інтерфейсу, винайшов декілька юзабіліті-методів, в тому числі метод евристичної оцінки. Має 79 патентів США, в основному вони отримані на шляху полегшення використання Веб.
Сформулював закон Нільсена, в якому заявив, що швидкість підключення до мережі для користувачів буде збільшуватися на 50 % щороку, або буде подвоюватися кожен 21 місяць.
Нільсен також визначив п'ять якісних компонентів в його «Цілях юзабіліті», а саме:
- Здатність навчатися
- Ефективність
- Здатність запам'ятовувати
- Помилки (як низький рівень помилок)
- Задоволення

## Критика
Нільсена критикували деякі графічні дизайнери, за те, що він приділяє недостатню увагу типографії, візуальним підказкам та сприйняттю сторінок оком людини.